# 오미쓰촌
오미쓰촌(大三村)은 일본 미에현 이치시군에 설치되었던 촌이다. 현재의 쓰시의 일부에 해당한다.

## 역사
- 1889년 4월 1일 - 정촌제 시행에 의해 이치시군 오미쓰촌이 성립하였다.
- 1955년 3월 15일 - 이에키정, 가와구치촌, 야마토촌, 나라하촌, 야쓰야마촌과 합병해 하쿠산정이 성립하여, 동일 오미쓰촌은 폐지되었다.

## 교통

### 철도
- 긴키 닛폰 철도
  - 긴테쓰 오사카선

### 도로
- 국도 제165호선
- 하세가도

## 참고문헌
- 角川日本地名大辞典 24 三重県
- 三重県総合教育センター 編 編『三重県教育史 第二巻』三重学校生活協同組合、1981年3月30日、1286頁。全国書誌番号:82025909
- 三重県総合教育センター 編 編『三重県教育史 第三巻』三重県教育委員会、1982年3月30日、1107頁。全国書誌番号:84050499